# Andrea Barth
Andrea Barth-März (* 23. Januar 1972 in Esslingen am Neckar als Andrea Barth) war von 1980 bis 1996 Kunstradfahrerin in der Disziplin Einer-Kunstradfahren. In ihrer aktiven Zeit beim RSV Wendlingen kam sie zu einer Vielzahl an Erfolgen.

## Werdegang
Andrea Barth begann ihre sportliche Karriere im Alter von acht Jahren beim RSV Wendlingen. 
Als 19-Jährige wurde sie 1991 in Trier deutsche Meisterin im Kunstrad. 
Nach drei Vize-Weltmeisterschaften hintereinander wurde sie 1994 in der Saarbrücker Saarlandhalle erstmals Weltmeisterin im Einer-Kunstradfahren.

Auch 1995 und 1996 konnte Barth die Goldmedaille gewinnen.
1996 erklärte die 24-jährige Andrea Barth nach ihrem dritten Weltmeisterschaftstitel den Rückzug aus dem Leistungssport. 
Der Versuch, eine Laufbahn als lizenzierte Trainerin beim RSV Wendlingen einzuschlagen, gelang nicht.

Das Angebot, einen lukrativen Vertrag als Zirkus-Fahrerin beim kanadische Unterhaltungs-Unternehmen Cirque du Soleil anzunehmen, hatte sie schon 1990 abgelehnt.
Barth machte während ihrer Karriere als Kunstradfahrerin im Wendlinger Rathaus eine Ausbildung zur Verwaltungsangestellten und arbeitete anschließend bei Krankenkassen in Kircheim. 2004 nahm sie sich ein halbes Jahr Auszeit und begann dann eine dreijährige Ausbildung zur staatlich anerkannten Sportlehrerin und Sporttherapeutin. Anschließend arbeitete sie ab 2008 als Sportlehrerin an eine Realschule in Rosenheim.

### Privates
Seit 2011 ist sie verheiratet, das Paar hat zwei Kinder und die Familie lebt in Bruckmühl im Landkreis Rosenheim.

## Sportliche Erfolge
- Weltmeisterin: 1994, 1995, 1996
- Vizeweltmeisterin: 1991, 1992, 1993
- Europameisterin: 1989, 1990
- Dritte bei der Europameisterschaft: 1988
- Deutsche Meisterin: 1989, 1991, 1992, 1994, 1996
- Deutsche Vizemeisterin: 1986, 1990, 1993, 1995